# Václav Nedomanský
Václav Nedomanský (* 14. März 1944 in Hodonín) ist ein ehemaliger tschechoslowakischer Eishockeyspieler (Stürmer) und -trainer, der von 1974 bis 1983 für die Detroit Red Wings, New York Rangers und St. Louis Blues in der National Hockey League sowie für die Toronto Toros bzw. Birmingham Bulls in der World Hockey Association spielte. 

## Karriere
Mit 18 Jahren begann er 1962 seine Profikarriere beim HC Slovan Bratislava. Während seiner zwölf Jahre bei diesem Team nahm er mit der tschechoslowakischen Nationalmannschaft an neun Eishockey-Weltmeisterschaften teil, wobei hier der Titel bei der Weltmeisterschaft 1972 sein größter Erfolg war. Außerdem war er sowohl bei den Olympischen Winterspielen 1968 in Grenoble, wie auch bei den Olympischen Winterspielen 1972 in Sapporo im Kader des Nationalteams. In der tschechoslowakischen Liga war er viermal bester Torschütze und war mit 559 Toren zum damaligen Zeitpunkt der erfolgreichste Torschütze aller Zeiten in der Tschechoslowakei.
Ein Markenzeichen dieses markanten Spielers waren seine einhändigen Stockdribblings.
Über die Schweiz gelang es ihm 1974 zusammen mit Richard Farda sich aus seinem Heimatland abzusetzen, Schaltstation war der 1969 geflohene Jarda Krupička. Sein Ziel war Toronto, wo er sich den Toronto Toros anschloss, die in der World Hockey Association organisiert waren, wodurch die 18-monatige Sperre des IIHF umgangen wurde. Nach zwei Spielzeiten zog er mit seinem Team um, das fortan als Birmingham Bulls spielte.
Zur Saison 1977/78 wechselte er in die NHL und spielte dort für die Detroit Red Wings. In seiner zweiten Spielzeit setzte er sich mit 73 Punkten an die Spitze der Scorerliste, noch vor dem Vorjahresbesten Dale McCourt. Die Saison 1982/83 begann er mit den New York Rangers. Nach nur einem Spiel wechselte er zu den St. Louis Blues, doch im Laufe der Spielzeit kehrte er zu den Rangers zurück und beendete dort im Alter von 39 Jahren seine Karriere.
In der Saison 1987/88 übernahm er den Trainerposten beim Schwenninger ERC. Hier blieb er für zwei Jahre, bevor er nach Österreich zum Innsbrucker EV wechselte. Nach Öffnung des Eisernen Vorhangs arbeitete er als Scout in Europa für die Los Angeles Kings.
1997 wählte man ihn in die IIHF Hall of Fame, ebenso wie im Jahre 2019 in die Hockey Hall of Fame.

## Erfolge und Auszeichnungen
- 1969 Bronzemedaille bei der Weltmeisterschaft
- 1970 Bronzemedaille bei der Weltmeisterschaft
- 1972 Goldmedaille bei der Weltmeisterschaft
- All-Star-Team bei der Weltmeisterschaft: 1969, 1970 und 1971
- Bester Stürmer bei der Weltmeisterschaft: 1974
- Paul Deneau Trophy: 1976
- Teilnahme am WHA All-Star Game: 1976
- Aufnahme in die IIHF Hall of Fame: 1997
- Aufnahme in die Slowakische Hockey Hall of Fame: 2002
- Aufnahme in die Tschechische Eishockey-Ruhmeshalle: 2008
- Aufnahme in die Hockey Hall of Fame: 2019